# Walldürn
Walldürn (pronunciación en alemán: /valˈdʏʁn/ⓘ) es un pueblo en el distrito de Neckar-Odenwald, en Baden-Württemberg, Alemania. Se encuentra a 23 km al suroeste de Wertheim.

## Hermanamiento
Montereau-Fault-Yonne (Francia)